# Pepsiman
Pepsiman é o mascote da versão japonesa da empresa de refrigerantes Pepsi. Ele surgiu pela primeira vez em comerciais da década de 1990, embora nunca tenha sido divulgado fora do Japão. O personagem era um super-herói que tinha a habilidade de correr de forma bastante veloz entregando as garrafas Pepsi nas casas das pessoas. Porém, era extremamente atrapalhado, acabando sempre por se machucar de algum jeito na maioria de seus comerciais.
Um jogo eletrônico dedicado ao personagem, também intitulado Pepsiman, foi lançado em 1999 exclusivamente para PlayStation, sendo este o responsável pelo personagem ser conhecido pelo mundo todo. No entanto, antes disso ele também havia feito uma aparição no jogo de luta Fighting Vipers de 1996 para Sega Saturn como um personagem desbloqueável, porém a participação do personagem ficou restrita somente pelo território japonês, sendo retirado do jogo na versão americana e europeia.